# 明治大学お笑いサークル木曜会Z
明治大学お笑いサークル木曜会Z（めいじだいがくおわらいサークルもくようかいゼット）は、明治大学のお笑いサークル。
2002年に明治大学落語研究会から独立した4人が「木曜会」という名前のお笑いサークルを結成。その後、2005年に解散するが当サークルを引き継ぐ形で設立された。

## 主な出身者
- 大鶴肥満（ママタルト）[2]
- サツマカワRPG[2]
- おるたなChannel[2][3]
- 大久保裕オーサーオロナ（ドンココ）[4]
- 中野孝康（なんぶ桜）[5]
- 武家の女[6]
- たかまつなな[7]
- 野澤輸出（元ダイヤモンド）[8]
- XXCLUB[9] - 大島は早稲田大学お笑い工房LUDOとの掛け持ち[10]。
- 飯島翔平（元アメリカンコミックス、喜劇衆「ギガンティックシアター」の一員）[11]
- コマゴメリョウヤ[12]
- シドニー石井（元天秤、僕らの別荘）[13]
- 清水駿平[14]
- サイハテ[15]
- 大根勇樹（えびしゃ）[要出典]
- 照山おうちごはん[16]-早稲田大学お笑い工房LUDOとの掛け持ち。
- ひろ（ドンココ）[17]
- Rio Koike - 在NYタレント

## 出演
- 「5限サボって、ネタ見せ」（お笑いラジオアプリGERA） - ないとー（おるたなChannel）、サツマカワRPG、大鶴肥満（ママタルト）が出演[2]